# Welling (Oklahoma)
Welling – jednostka osadnicza w Stanach Zjednoczonych, w stanie Oklahoma, w hrabstwie Cherokee.